# Sandie Clair
Sandie Marie Clotilde Clair (* 1. April 1988 in Toulon) ist eine ehemalige französische Bahnrad- und jetzige Bobsportlerin. Im Bahnradsport spezialisierte sie sich auf die Kurzzeitdisziplinen und nahm zweimal für das CNOSF an den Olympischen Sommerspielen teil. Seit 2021 ist sie im Bobsport sie als Anschieberin aktiv.

## Karriere im Radsport

### Werdegang
2005 wurde Sandie Clair erstmals französische Junioren-Meisterin im Sprint. In der Folge belegte sie Podiumsplätze bei Junioren-Weltmeisterschaften und Europameisterschaften (Nachwuchs) im Sprint, Keirin und 500-Meter-Zeitfahren.
2006 wurde Sandie Clair in Gent Junioren-Weltmeisterin im Zeitfahren sowie Dritte im Sprint; 2007 Europameisterin (U23) wiederum im Zeitfahren. 2008 errang sie bei der Bahn-WM in Manchester den dritten Platz im Zeitfahren, wurde zweifache Europameisterin im Zeitfahren und Teamsprint (mit Virginie Cueff) sowie französische Meisterin im Zeitfahren. 2009 konnte sie nochmals zwei Europameister-Titel erringen, im Teamsprint (mit Virginie Cueff) und im Zeitfahren. Mehrfach hatte sie auch gute Platzierungen bei Weltcuprennen.
2010 wurde Clair in Sankt Petersburg Europameisterin (U23) im Keirin, im Sprint errang sie Bronze. Im November 2010 wurde sie Europameisterin im Sprint sowie im Teamsprint, gemeinsam mit Clara Sanchez. Bei den UCI-Bahn-Weltmeisterschaften 2011 im niederländischen Apeldoorn belegte sie im Zeitfahren Platz zwei.
2016 wurde Sandie Clair für die Teilnahme an den Olympischen Spielen in Rio de Janeiro nominiert. Im Keirin belegte sie Platz 21 und im Sprint Platz 25. Im Teamsprint wurde sie gemeinsam mit Virginie Cueff Sechste. Im August 2019 erklärte sie ihren Rücktritt vom aktiven Radsport, da der französische Radsport-Verband ihr keine ausreichenden Möglichkeiten gebe, sich für die Olympischen Spiele 2020 in Tokio zu qualifizieren.

### Erfolge
2005
- Junioren-Weltmeisterschaft – 500-Meter-Zeitfahren
- Junioren-Europameisterschaft – Sprint
- Französische Meisterin (Junioren) – Sprint

2006
- Junioren-Weltmeisterin – 500-Meter-Zeitfahren
- Junioren-Weltmeisterschaft – Sprint
- Junioren-Europameisterschaft – 500-Meter-Zeitfahren
- Junioren-Europameisterschaft – Keirin

2007
- U23-Europameisterin – 500-Meter-Zeitfahren

2008
- Weltmeisterschaft – 500-Meter-Zeitfahren
- Bahnrad-Weltcup in Cali – Teamsprint (mit Clara Sanchez)
- U23-Europameisterin – 500-Meter-Zeitfahren, Teamsprint (mit Virginie Cueff)
- U23-Europameisterschaft – Keirin
- Französische Meisterin – 500-Meter-Zeitfahren

2009
- Französische Meisterin – 500-Meter-Zeitfahren

2010
- Europameisterin – 500-Meter-Zeitfahren, Teamsprint (mit Clara Sanchez)
- U23-Europameisterin – Keirin, 500-Meter-Zeitfahren
- U23-Europameisterschaft – Sprint
- Französische Meisterin – 500-Meter-Zeitfahren

2011
- Weltmeisterschaft – 500-Meter-Zeitfahren
- Europameisterschaft – Keirin
- Französische Meisterin – 500-Meter-Zeitfahren

2012
- Europameisterschaft – Teamsprint (mit Olivia Montauban)
- Französische Meisterin – 500-Meter-Zeitfahren

2013
- Französische Meisterin – 500-Meter-Zeitfahren

2018
- Französische Meisterin – 500-Meter-Zeitfahren

## Karriere im Bobsport
Nach ihrem Rücktritt vom aktiven Radsport wechselte Sandie Clair zur Saison 2020/21 zum Bobsport und wurde als Anschieberin Teil des Bobteams von Margot Boch. Inspiration für den Sportarten-Wechsel war die Britin Victoria Williamson, welche ein Jahr zuvor ebenfalls vom Bahnradsport zum Bobsport gewechselt ist. Ihren ersten internationalen Wettbewerb absolvierte Sandie Clair am 9. Januar 2021 als Anschieberin von Margot Boch beim Weltcup in Winterberg. In der Veltins-Eisarena belegte das Duo den zehnten Platz.  Race-in-Race wurde die Europameisterschaft ausgetragen und in dieser gesonderten Wertung belegten Margot Boch und Sandie Clair den sechsten Platz.